# Yusuke Adachi
Yusuke Adachi (født 5. december 1961) er en tidligere japansk fodboldspiller og træner.
Han har spillet for flere forskellige klubber i sin karriere, herunder Yomiuri.
Han har tidligere trænet Yokohama FC.